# Икэда, Хаято
Хаято Икэда (яп. 池田 勇人 Икэда Хаято, 3 декабря 1899 — 13 августа 1965) — политический деятель, а также премьер-министр Японии с 19 июля 1960 года до 9 ноября 1964 года. Один из ключевых деятелей периода экономического чуда.

## Биография
Родился Икэда в 1899 году в городе Такехара, префектура Хиросима, в семье пивовара. В 1925 году окончил юридическую специальность Киотского университета. В том же году поступил на работу в министерство финансов. В 1929 году занимает пост директора налогового управления города Уцуномия. В 1941 году стал начальником налогового отдела министерства финансов. С 1947—1948 года работает заместителем министра финансов Тандзана Исибаси.
В 1949 в первый раз был избран в палату представителей парламента Японии и назначен министром финансов. В 1952 работает на посту министра внешней торговли и промышленности.  Его отставка с поста министра внешней торговли и промышленности в 1952 году стала результатом неосторожного комментария в парламенте: «Какая мне разница, если несколько мелких предпринимателей будут вынуждены совершить самоубийство?», после введения политики содействия тяжелой промышленности.
В 1954—1956 генеральный секретарь либеральной партии (впоследствии либерально-демократической партии), в которой возглавлял одну из сильнейших фракций. В 1956—1957 снова назначен на пост министра финансов. В 1958 году беспортфельный государственный министр. 1959—1960 министр внешней торговли и промышленности.
19 июля 1960 года после ухода в отставку Нобусукэ Киси Икэда становится лидером ЛДП и занимает пост премьер-министра, на котором находится до 8 декабря 1960 года (8 декабря 1960—9 декабря 1963 — второй срок, 9 декабря 1963—9 ноября 1964 — третий срок).
В 1964 вынужден оставить должность по состоянию здоровья. Через год в 1965 Икэда умирает от рака.

### Премьер-министр
В роли премьер-министра он выступал за «план удвоения национального дохода» и «политику терпения и примирения», таким образом усиливая экономическое развитие Японии и одновременно сводя к минимуму социальные конфликты. Он так же принимал участие в решении ряда крупных рабочих протестов, в том числе затянувшейся забастовки на шахте Миикэ горнодобывающей компании Мицуи (решение, принятое насчёт этой забастовки, фактически было первым законом, принятым кабинетом Икэды).
План Икэды предсказывал 7,2%-ный темп роста (удваивая, таким образом, ВНП в течение 10 лет), однако во второй половине 1960-х средний показатель роста составлял поразительные 11,6 %.
Вместе с Эйсаку Сато (следующим после Икэды премьер-министром) Икэда был последователем Сигэру Ёсиды и его политического курса — его даже называли «честным студентом» за его приверженность доктрине Ёсиды, несмотря на это, он и сам был сильной личностью.